# Borgin (Eysturoy)
Borgin è una montagna alta 571 metri sul mare situata sull'isola di Eysturoy, nell'arcipelago delle Isole Fær Øer, in Danimarca.